# Justyn (patriarcha Rumunii)
Justyn, imię świeckie Iustin Moisescu (ur. 5 marca 1910 we wsi Cândești, okręg Argeș, zm. 31 lipca 1986 w Bukareszcie) – patriarcha Rumuńskiego Kościoła Prawosławnego w latach 1977–1986.

## Życiorys
W 1930 ukończył seminarium duchowne w Câmpulungu i wyjechał na studia teologiczne do Aten. W 1934 uzyskał stopień licencjata teologii na Uniwersytecie Ateńskim. Przez kolejne dwa lata studiował teologię katolicką w Strasburgu. W 1937 uzyskał w Atenach doktorat z teologii prawosławnej na podstawie rozprawy: Evagrie din Pont. Viața, scrierile și învățătura. W latach 1938–1939 prowadził wykłady z Nowego Testamentu dla studentów teologii prawosławnej na Uniwersytecie Warszawskim. W latach 1942–1946 był profesorem wydziału teologicznego na uniwersytecie w Czerniowcach. W 1946 został przeniesiony na wydział teologiczny stołecznego uniwersytetu.
24 lutego 1956 uzyskał święcenia kapłańskie. 8 marca t.r. złożył śluby zakonne w klasztorze Cernica. Z uwagi na podeszły wiek abp Mikołaja, Justyn przejął po nim godność metropolity Siedmiogrodu, z siedzibą w Sybinie. Urząd ten sprawował zaledwie kilka miesięcy, ale zdążył powołać do życia czasopismo Mitropolia Ardealului (Metropolia Siedmiogrodzka).
10 stycznia 1957 został wybrany metropolitą Mołdawii, z siedzibą w Jassach. Jego lojalność wobec władz komunistycznych została doceniona wyborem do Wielkiego Zgromadzenia Narodowego, jako deputowanego Hârlău. Do parlamentu był wybierany jeszcze sześciokrotnie, zasiadając w nim aż do śmierci.
Po śmierci patriarchy Justyniana, 12 czerwca 1977 jego następcą został wybrany metropolita Justyn. Na tronie patriarszym pozostał do śmierci. Pochowany w katedrze patriarchalnej w Bukareszcie.

## Dzieła
- 1939: Sfânta Scriptură și interpretarea ei în opera Sf. Ioan Hrisostom
- 1944: Originalitatea parabolelor Mântuitorului
- 1946: Activitatea Sfântului Apostol Pavel în Atena
- 1951: Sfântul Pavel și viața celor mai de seamă comunități creștine din epoca apostolică
- 1953: Temeiurile lucrării Bisericii pentru apărarea păcii
- 1955: Ierarhia bisericească în epoca apostolică. Anexă: Texte biblice si patristice despre pace și muncă
- 1955: Simbolica lui Hristu Andrutsos, traducere din grecește